# Шахова олімпіада 1976

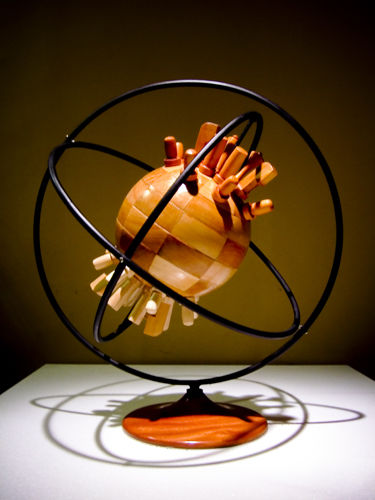
Шаховий глобус

Шахова олімпіада 1976 — шахова олімпіада, відбулась з 26 жовтня — 10 листопада 1976 року в Хайфі.
Разом з 22 чоловічою шаховою Олімпіадою проводилась 7 жіноча шахова Олімпіада.
Проведення XXII Олімпіади викликало великі труднощі. На конгресі в Ніцці (1974 р.) бажання провести черговий турнір виявили Аргентина, Ізраїль, Швеція. Однак до 1 грудня 1974 року Аргентина і Швеція відмовились від організації цього турніру і єдиним претендентом на роль організатора XXII Олімпіади залишився Ізраїль. Хоча пізніше, в березні 1975 року таке бажання виявив Іран, однак згодом з'ясувалося, що він не може прийняти в себе учасників змагання.
Враховуючи напружену обстановку на Близькому Сході, що склалася внаслідок арабо-ізраїльських війн 1967 і 1973 років, шахові федерації арабських і країн соціалістичного табору, які не мали дипломатичних відносин з Ізраїлем, запропонували не проводити XXII Олімпіаду в цій країні. Тоді президент М. Ейве звернувся до всіх шахових федерацій — членів ФІДЕ, з пропозицією відповісти на запитання: проводити XXII Олімпіаду в Ізраїлі чи не проводити її в 1976 році зовсім. У серпні 1975 року бюро ФІДЕ оголосило, що з 94 країн — членів ФІДЕ, відповіді надіслали федерації 52 країн, з них за проведення XXII Олімпіади в Хайфі висловилися 34, проти тільки 16, утрималися — дві.
На основі цього конгрес ФІДЕ у 1975 році ухвалив рішення про проведення XXII шахової Олімпіади в Ізраїлі. Таке рішення конгресу привело до того, що ряд країн офіційно відмовились від участі у XXII Олімпіаді. Серед них соціалістичні держави, а також Португалія, Греція, Туреччина, Пакистан та деякі інші країни.
Олімпіада в Хайфі відбулась, але відсутність багатьох сильних команд значно знизила її рівень.
Всього у турнірі брали участь команди 48 країн, в тому числі чотири дебютанти — команди Гондурасу, Таїланду, Бермудських островів і Папуа — Нової Гвінеї.

## Регламент
Відповідно до рішення конгресу в Ніцці XXII Олімпіаду вирішено було вперше проводити за швейцарською системою.
24 жовтня головний суддя XXII Олімпіади П. Клейн (Еквадор) провів традиційну нараду капітанів команд, на якій ознайомив їх з положенням щодо проведення турніру. Було вирішено провести змагання не за звичним для швейцарської системи жеребкуванням, а за системою контролювання пар. В основу цієї системи покладено середній коефіцієнт Ело основних учасників кожної команди, який і регулює складання пар суперників у кожному турі. Для цього було складено список команд в порядку зменшення середнього коефіцієнта. Для підрахування цього коефіцієнта учасникам, які не мають рейтинга ФІДЕ, умовно присвоювали коефіцієнт 2200. Команди, в яких менше двох учасників, були нижче всіх класифікованих команд і займали місце відповідно до сили їх шахістів. Перша десятка найсильніших команд у списку мала такий вигляд:
- 1. США — 2535;
- 2. Аргентина — 2513;
- 3. Голландія — 2490;
- 4. Ізраїль — 2490;
- 5. ФРН— 2485,
- 6. Англія — 2463;
- 7. Швеція — 2453;
- 8. Канада — 2428;
- 9. Ісландія — 2426;
- 10. Філіппіни — 2418.

У 1-му турі команда з номером один зустрічалась з лідером другої половини списку командою 25, команда 2 — з командою 26, команда 3 — з командою 27 і т. д. Починаючи з 2-го туру пари визначалися згідно з кількістю набраних очок. Якщо кількість команд була непарною, то остання з них за рейтингом опускалась в наступну очкову групу, де зустрічалася з командою, що мала найбільший коефіцієнт, і т. д.
Складання пар перед кожним туром здійснювалося за допомогою комп'ютера.

## Відкриття
Увечері 24 жовтня відбулось відкриття XXII чоловічої та VII жіночої Олімпіад, а наступного дня відбувся 1-й тур. Основними претендентами на перемогу при відсутності багатьох сильних команд були шахісти США та Аргентини, які грали своїми найсильнішими складами. З решти команд найбільші шанси на призові місця мали голландські, англійські та західнонімецькі шахісти, очолювані відповідно молодими Тімманом, Майлсом і досвідченим Унцікером.

## Перебіг
У 1-му турі в усіх матчах зустрілися сильні з слабими командами. Перевага команд з верхньої половини списку була очевидною. Рівно половина матчів з 24 зустрічей 1-го туру закінчилася з максимальним рахунком 4:0. Якщо врахувати, що шість матчів закінчилися з рахунком 3,5:0,5, то буде зрозуміло, наскільки неоднаковим за силою був склад турніру.
На старті лідерство захопили команди Італії та Філіппін. Потім лідирувала команда ФРН, яка в 3-му турі здобула переконливу перемогу над австрійцями. Четвертий тур не вніс особливих змін вгорі таблиці, оскільки всі матчі лідерів, в тому числі ФРН — Англія і США — Італія, закінчилися внічию. У 5-му турі філіппінські шахісти, що стартували досить вдало, обіграли лідера — 3:1. Команди Голландії і США з рахунком 4:0 перемогли норвежців та австралійців і очолили турнірну таблицю:
- 1. США — 15;
- 2. Голландія;
- 3. Філіппіни — по 14,5;
- 4. Англія — 14;
- 5. Іспанія — 14;

У 6-му турі команда США зазнала поразки від збірної Голландії. Тімман переміг Р. Бірна. Його успіх розвинув ветеран Доннер, який взяв гору над Тарджаном. Ломбарді переміг Реє і дещо «скрасив» поразку американців. Водночас англійці буквально розгромили філіппінців і очолили турнірну таблицю. Однак уже в наступному турі їм довелося розпрощатися з лідерством. У 7-му турі вони зіграли внічию з американцями (Майлс — Кавалек 1:0, Нанн — Коммонс 0:1), і лідерство захопили голландці, які здобули перемогу над господарями турніру.
Три тури голландська команда впевнено утримувала лідерство, здобувши переконливі перемоги над шахістами Чилі і Швеції та звівши внічию матч з англійцями. Здобутки решти лідерів були менш вагомі.
Одинадцятий тур різко загострив становище в групі лідерів. Матч Голландія — ФРН закінчився внічию. Це дало можливість американцям, які розгромили швейцарців, впритул наблизитися до голландців. Третє місце утримували англійці, що перемогли шведів.
Передостанній, 12-й тур встановив на турнірі двовладдя. Команда США, перемігши колумбійців, наздогнала голландську команду, яка лише з мінімальним рахунком взяла гору над канадцями. Темп лідерів підтримала англійська команда, яка з великим рахунком перемогла чилійців. Аргентинці відставали від англійців на 2 очка, і було зрозуміло, що медалі в останньому турі будуть розігрувати американці, голландці та англійці.
Комп'ютер в останньому турі визначив їм як суперників відповідно команди Уельса, Фінляндії та Австрії. Першими не витримали напруження боротьби англійці, які перемогли австрійців з мінімальним рахунком і задовольнилися бронзовими медалями. Команда США досить легко перемогла валійців — 3,5:0,5. Голландські шахісти вели вперту боротьбу з фінами. До перерви голландці вели—1,5:0,5. Долю першого місця XXII Олімпіади вирішувало догравання партій Тімман — Вестерінен і Куйперс — Сарен. Якби в цих двох партіях перемогли голландські шахісти, то вони вперше стали б переможцями Олімпіади, оскільки в них була більша кількість перемог, в тому числі і в матчі з американцями.
Під час догравання Тімман переміг Вестерінена. В останній, вирішальній партії Куйперс мав деяку перевагу. Однак фінський майстер вперто захищався. Після 10-годинної гри Куйперс, переконавшись, що всі спроби виграти цю партію були марними, на 112-му ході погодився на нічию. Ця нічия відкрила команді США шлях до золотих медалей. Перемога американців не була несподіваною, враховуючи відсутність ряду найсильніших шахових команд соціалістичного табору. Більш здивувало те, що перемога американцям на XXII Олімпіаді далася нелегко. Лише в передостанньому турі вони наздогнали голландців, які тривалий час лідирували.
Срібні медалі, завойовані голландськими шахістами, стали головною несподіванкою турніру. Такого успіху на олімпіадах голландці ще ніколи не досягали.
Відмінно грав 25-річний лідер команди Ян Тімман, який показав найкращий результат на 1-й шахівниці.
Вдало зіграли на турнірі англійці, які не програли, як і голландці, жодного матчу. Третє місце молодої збірної Англії — повторення найвищого досягнення англійських шахів в історії олімпіад. Вперше бронзові медалі англійці, як відомо, завоювали в далекому 1927 році на І Олімпіаді.
Слабше, ніж очікувалося, виступили команди ФРН і Аргентини, в складах яких були досвідчені гросмейстери. Проте саме вони зіграли не зовсім вдало. Найстаріший учасник турніру, 66-річний Найдорф, досяг лише 50% — ного результату (програв Тімману і Торре). Дуже миролюбно був настроєний 51-річний Унцікер. В 10 партіях з 13 він уклав перемир'я, встановивши своєрідний рекорд турніру.
В команді Аргентини відзначився Кінтерос на 3-й шахівниці (10,5 з 13).
Відсутність на XXII Олімпіаді ряду найсильніших команд свідчило про те, що події, пов'язані з проведенням Олімпіади в Хайфі, привели до серйозної кризи в міжнародному шаховому русі.

## Турнірна таблиця
- Очки — сума набраних очок усіма шахістами (1 за перемогу шахіста, ½ за нічию, 0 — за поразку);
- КО — неофіційні командні очки (КПер — перемога команди, КНіч — нічия, КПор —поразка), набрані всією командою (2 за перемогу команди, 1 — нічия, 0 — поразка).
- Курсивом — місце суперника.
- () — сума набраних очок в матчі всіма шахістами.

| Місце | Команда                          | Очки | КО | КПер | КНіч | КПор | 1         | 2         | 3         | 4         | 5         | 6         | 7         | 8         | 9         | 10        | 11        | 12        | 13        |
| ----- | -------------------------------- | ---- | -- | ---- | ---- | ---- | --------- | --------- | --------- | --------- | --------- | --------- | --------- | --------- | --------- | --------- | --------- | --------- | --------- |
| 1     | США                              | 37   | 21 | 9    | 3    | 1    | 31 : (3)  | 16 : (2½) | 33 : (3½) | 13 : (2)  | 17 : (4)  | 2 : (1½)  | 3 : (2)   | 4 : (2½)  | 5 : (2)   | 6 : (3½)  | 7 : (4)   | 10 : (3)  | 14 : (3½) |
| 2     | Нідерланди                       | 36½  | 23 | 10   | 3    | 0    | 36 : (3½) | 33 : (2½) | 7 : (2½)  | 4 : (2)   | 11 : (4)  | 1 : (2½)  | 6 : (3)   | 3 : (2)   | 16 : (3½) | 12 : (3½) | 5 : (2)   | 8 : (2½)  | 19 : (3)  |
| 3     | Англія                           | 35½  | 22 | 9    | 4    | 0    | 21 : (2½) | 26 : (4)  | 4 : (2½)  | 5 : (2)   | 13 : (3)  | 20 : (3½) | 1 : (2)   | 2 : (2)   | 6 : (2)   | 8 : (3)   | 12 : (3)  | 16 : (3½) | 18 : (2½) |
| 4     | Аргентина                        | 33   | 20 | 9    | 2    | 2    | 23 : (4)  | 9 : (2½)  | 3 : (1½)  | 2 : (2)   | 7 : (3)   | 5 : (2½)  | 20 : (3)  | 1 : (1½)  | 31 : (3)  | 18 : (3)  | 6 : (2½)  | 12 : (2½) | 8 : (2)   |
| 5     | ФРН                              | 31   | 15 | 6    | 3    | 4    | 35 : (3½) | 19 : (3)  | 18 : (3½) | 3 : (2)   | 20 : (1)  | 4 : (1½)  | 9 : (3)   | 6 : (1½)  | 1 : (2)   | 31 : (4)  | 2 : (2)   | 7 : (1½)  | 17 : (2½) |
| 6     | Ізраїль                          | 29½  | 17 | 8    | 1    | 4    | 28 : (3½) | 17 : (2½) | 12 : (2½) | 7 : (1½)  | 25 : (3½) | 9 : (3)   | 2 : (1)   | 5 : (2½)  | 3 : (2)   | 1 : (½)   | 4 : (1½)  | 20 : (3)  | 15 : (2½) |
| 7     | Швейцарія                        | 29   | 17 | 8    | 1    | 4    | 48 : (4)  | 8 : (2½)  | 2 : (1½)  | 6 : (2½)  | 4 : (1)   | 16 : (½)  | 25 : (2½) | 30 : (3½) | 9 : (2)   | 10 : (3)  | 1 : (0)   | 5 : (2½)  | 26 : (3½) |
| 8     | Канада                           | 28½  | 15 | 6    | 3    | 4    | 43 : (4)  | 7 : (1½)  | 11 : (1)  | 31 : (2½) | 33 : (2)  | 14 : (3)  | 13 : (2)  | 9 : (2½)  | 17 : (2½) | 3 : (1)   | 22 : (3)  | 2 : (1½)  | 4 : (2)   |
| 9     | Іспанія                          | 28½  | 12 | 5    | 2    | 6    | 46 : (4)  | 4 : (1½)  | 24 : (2½) | 12 : (2)  | 23 : (4)  | 6 : (1)   | 5 : (1)   | 8 : (1½)  | 7 : (2)   | 16 : (1½) | 11 : (2½) | 17 : (1½) | 33 : (3½) |
| 10    | Колумбія                         | 28   | 14 | 6    | 2    | 5    | 45 : (3½) | 12 : (1½) | 22 : (2½) | 23 : (1½) | 19 : (1½) | 15 : (2)  | 26 : (3)  | 33 : (2½) | 11 : (2)  | 7 : (1)   | 18 : (3)  | 1 : (1)   | 29 : (3)  |
| 11    | Норвегія                         | 27½  | 16 | 6    | 4    | 3    | 30 : (2½) | 29 : (3½) | 8 : (3)   | 20 : (1½) | 2 : (0)   | 19 : (2½) | 15 : (2½) | 18 : (2)  | 10 : (2)  | 22 : (2)  | 9 : (1½)  | 25 : (2)  | 23 : (2½) |
| 12    | Швеція                           | 27½  | 15 | 7    | 1    | 5    | 27 : (3½) | 10 : (2½) | 6 : (1½)  | 9 : (2)   | 18 : (2½) | 33 : (2½) | 16 : (2½) | 31 : (1)  | 20 : (4)  | 2 : (½)   | 3 : (1)   | 4 : (1½)  | 25 : (2½) |
| 13    | Італія                           | 27½  | 15 | 5    | 5    | 3    | 42 : (4)  | 22 : (3)  | 20 : (2)  | 1 : (2)   | 3 : (1)   | 31 : (2)  | 8 : (2)   | 16 : (½)  | 35 : (2½) | 17 : (1½) | 26 : (2½) | 33 : (2)  | 24 : (2½) |
| 14    | Уельс                            | 27½  | 15 | 6    | 3    | 4    | 29 : (2)  | 21 : (2)  | 36 : (1½) | 15 : (2)  | 28 : (4)  | 8 : (1)   | 23 : (2½) | 17 : (1)  | 24 : (3)  | 19 : (2½) | 16 : (2½) | 22 : (3)  | 1 : (½)   |
| 15    | Парагвай                         | 27½  | 14 | 6    | 2    | 5    | 26 : (1)  | 32 : (2½) | 21 : (2½) | 14 : (2)  | 36 : (2½) | 10 : (2)  | 11 : (1½) | 24 : (2½) | 28 : (2½) | 20 : (1½) | 33 : (1½) | 40 : (4)  | 6 : (1½)  |
| 16    | Чилі                             | 27½  | 13 | 6    | 1    | 6    | 32 : (3)  | 1 : (1½)  | 17 : (2)  | 28 : (3)  | 22 : (1½) | 7 : (3½)  | 12 : (1½) | 13 : (3½) | 2 : (½)   | 9 : (2½)  | 14 : (1½) | 3 : (½)   | 31 : (3)  |
| 17    | Австралія                        | 27½  | 13 | 6    | 1    | 6    | 38 : (4)  | 6 : (1½)  | 16 : (2)  | 24 : (4)  | 1 : (0)   | 22 : (2½) | 31 : (1)  | 14 : (3)  | 8 : (1½)  | 13 : (2½) | 20 : (1½) | 9 : (2½)  | 5 : (1½)  |
| 18    | Австрія                          | 27½  | 13 | 6    | 1    | 6    | 34 : (4)  | 24 : (2½) | 5 : (½)   | 19 : (2½) | 12 : (1½) | 25 : (3)  | 22 : (1½) | 11 : (2)  | 33 : (2½) | 4 : (1)   | 10 : (1)  | 32 : (4)  | 3 : (1½)  |
| 19    | Фінляндія                        | 27½  | 13 | 6    | 1    | 6    | 47 : (3½) | 5 : (1)   | 25 : (2½) | 18 : (1½) | 10 : (2½) | 11 : (1½) | 33 : (2)  | 40 : (2½) | 22 : (1½) | 14 : (1½) | 36 : (3)  | 21 : (3½) | 2 : (1)   |
| 20    | Філіппіни                        | 27   | 17 | 8    | 1    | 4    | 44 : (4)  | 25 : (3)  | 13 : (2)  | 11 : (2½) | 5 : (3)   | 3 : (½)   | 4 : (1)   | 22 : (2½) | 12 : (0)  | 15 : (2½) | 17 : (2½) | 6 : (1)   | 28 : (2½) |
| 21    | Нова Зеландія                    | 27   | 15 | 7    | 1    | 5    | 3 : (1½)  | 14 : (2)  | 15 : (1½) | 32 : (3)  | 24 : (1)  | 27 : (2½) | 36 : (1½) | 38 : (2½) | 25 : (2½) | 35 : (2½) | 30 : (3)  | 19 : (½)  | 37 : (3)  |
| 22    | Ісландія                         | 27   | 13 | 6    | 1    | 6    | 39 : (4)  | 13 : (1)  | 10 : (1½) | 36 : (3)  | 16 : (2½) | 17 : (1½) | 18 : (2½) | 20 : (1½) | 19 : (2½) | 11 : (2)  | 8 : (1)   | 14 : (1)  | 35 : (3)  |
| 23    | Венесуела                        | 26½  | 13 | 6    | 1    | 6    | 4 : (0)   | 45 : (3½) | 43 : (4)  | 10 : (2½) | 9 : (0)   | 24 : (2)  | 14 : (1½) | 28 : (½)  | 30 : (1)  | 38 : (3)  | 34 : (3½) | 36 : (3½) | 11 : (1½) |
| 24    | Бельгія                          | 26½  | 11 | 4    | 3    | 6    | 37 : (4)  | 18 : (1½) | 9 : (1½)  | 17 : (0)  | 21 : (3)  | 23 : (2)  | 35 : (2)  | 15 : (1½) | 14 : (1)  | 44 : (4)  | 32 : (2½) | 31 : (2)  | 13 : (1½) |
| 25    | Данія                            | 26½  | 10 | 4    | 2    | 7    | 41 : (4)  | 20 : (1)  | 19 : (1½) | 35 : (4)  | 6 : (½)   | 18 : (1)  | 7 : (1½)  | 26 : (2)  | 21 : (1½) | 27 : (3½) | 31 : (2½) | 11 : (2)  | 12 : (1½) |
| 26    | Франція                          | 26   | 14 | 6    | 2    | 5    | 15 : (3)  | 3 : (0)   | 28 : (0)  | 40 : (4)  | 34 : (2½) | 37 : (3)  | 10 : (1)  | 25 : (2)  | 27 : (2½) | 33 : (2)  | 13 : (1½) | 30 : (4)  | 7 : (½)   |
| 27    | Домініканська Республіка         | 26   | 14 | 6    | 2    | 5    | 12 : (½)  | 36 : (½)  | 40 : (2)  | 48 : (4)  | 32 : (2)  | 21 : (1½) | 37 : (2½) | 29 : (2½) | 26 : (1½) | 25 : (½)  | 47 : (3)  | 42 : (2½) | 39 : (3)  |
| 28    | Уругвай                          | 26   | 13 | 6    | 1    | 6    | 6 : (½)   | 38 : (2)  | 26 : (4)  | 16 : (1)  | 14 : (0)  | 29 : (2½) | 41 : (3)  | 23 : (3½) | 15 : (1½) | 30 : (1½) | 35 : (2½) | 37 : (2½) | 20 : (1½) |
| 29    | Гондурас                         | 26   | 9  | 3    | 3    | 7    | 14 : (2)  | 11 : (½)  | 39 : (2)  | 30 : (1½) | 37 : (1½) | 28 : (1½) | 46 : (4)  | 27 : (1½) | 32 : (½)  | 48 : (4)  | 40 : (2)  | 44 : (4)  | 10 : (1)  |
| 30    | Таїланд                          | 25½  | 12 | 6    | 0    | 7    | 11 : (1½) | 31 : (½)  | 41 : (3)  | 29 : (2½) | 35 : (1½) | 36 : (1½) | 34 : (4)  | 7 : (½)   | 23 : (3)  | 28 : (2½) | 21 : (1)  | 26 : (0)  | 48 : (4)  |
| 31    | Іран                             | 25½  | 11 | 4    | 3    | 6    | 1 : (1)   | 30 : (3½) | 35 : (2)  | 8 : (1½)  | 38 : (4)  | 13 : (2)  | 17 : (3)  | 12 : (3)  | 4 : (1)   | 5 : (0)   | 25 : (1½) | 24 : (2)  | 16 : (1)  |
| 32    | Коста-Рика                       | 25½  | 11 | 5    | 1    | 7    | 16 : (1)  | 15 : (1½) | 46 : (3½) | 21 : (1)  | 27 : (2)  | 35 : (1)  | 39 : (3)  | 37 : (1½) | 29 : (3½) | 40 : (2½) | 24 : (1½) | 18 : (0)  | 43 : (3½) |
| 33    | Шотландія                        | 25½  | 10 | 3    | 4    | 6    | 40 : (4)  | 2 : (1½)  | 1 : (½)   | 34 : (4)  | 8 : (2)   | 12 : (1½) | 19 : (2)  | 10 : (1½) | 18 : (1½) | 26 : (2)  | 15 : (2½) | 13 : (2)  | 9 : (½)   |
| 34    | Гернсі                           | 25   | 14 | 7    | 0    | 6    | 18 : (0)  | 37 : (3)  | 44 : (3½) | 33 : (0)  | 26 : (1½) | 38 : (2½) | 30 : (0)  | 45 : (3½) | 39 : (2½) | 41 : (1½) | 23 : (½)  | 48 : (3½) | 42 : (3)  |
| 35    | Ірландія                         | 25   | 12 | 5    | 2    | 6    | 5 : (½)   | 47 : (4)  | 31 : (2)  | 25 : (0)  | 30 : (2½) | 32 : (3)  | 24 : (2)  | 36 : (2½) | 13 : (1½) | 21 : (1½) | 28 : (1½) | 43 : (3)  | 22 : (1)  |
| 36    | Люксембург                       | 24½  | 13 | 6    | 1    | 6    | 2 : (½)   | 27 : (3½) | 14 : (2½) | 22 : (1)  | 15 : (1½) | 30 : (2½) | 21 : (2½) | 35 : (1½) | 40 : (2)  | 37 : (2½) | 19 : (1)  | 23 : (½)  | 46 : (3)  |
| 37    | Гватемала                        | 24½  | 12 | 6    | 0    | 7    | 24 : (0)  | 34 : (1)  | 45 : (3)  | 43 : (3)  | 29 : (2½) | 26 : (1)  | 27 : (1½) | 32 : (2½) | 38 : (3)  | 36 : (1½) | 41 : (3)  | 28 : (1½) | 21 : (1)  |
| 38    | Японія                           | 24½  | 12 | 5    | 2    | 6    | 17 : (0)  | 28 : (2)  | 42 : (3)  | 39 : (3½) | 31 : (0)  | 34 : (1½) | 44 : (3)  | 21 : (1½) | 37 : (1)  | 23 : (1)  | 48 : (3½) | 47 : (2½) | 41 : (2)  |
| 39    | Гонконг                          | 24½  | 12 | 4    | 4    | 5    | 22 : (0)  | 42 : (2)  | 29 : (2)  | 38 : (½)  | 45 : (3)  | 41 : (2)  | 32 : (1)  | 44 : (3)  | 34 : (1½) | 47 : (3½) | 43 : (2)  | 46 : (3)  | 27 : (1)  |
| 40    | Болівія                          | 24½  | 11 | 4    | 3    | 6    | 33 : (0)  | 46 : (1½) | 27 : (2)  | 26 : (0)  | 48 : (3½) | 42 : (4)  | 45 : (3½) | 19 : (1½) | 36 : (2)  | 32 : (1½) | 29 : (2)  | 15 : (0)  | 47 : (3)  |
| 41    | Бермудські Острови               | 24   | 14 | 5    | 4    | 4    | 25 : (0)  | 44 : (2)  | 30 : (1)  | 46 : (2½) | 42 : (2½) | 39 : (2)  | 28 : (1)  | 43 : (2)  | 47 : (3)  | 34 : (2½) | 37 : (1)  | 45 : (2½) | 38 : (2)  |
| 42    | Андорра                          | 23   | 11 | 4    | 3    | 6    | 13 : (0)  | 39 : (2)  | 38 : (1)  | 44 : (2)  | 41 : (1½) | 40 : (0)  | 48 : (3½) | 47 : (3)  | 43 : (2)  | 46 : (3)  | 45 : (2½) | 27 : (1½) | 34 : (1)  |
| 43    | Монако                           | 22   | 11 | 4    | 3    | 6    | 8 : (0)   | 48 : (3½) | 23 : (0)  | 37 : (1)  | 46 : (2½) | 44 : (1)  | 47 : (3)  | 41 : (2)  | 42 : (2)  | 45 : (3½) | 39 : (2)  | 35 : (1)  | 32 : (½)  |
| 44    | Фарерські острови                | 21½  | 12 | 5    | 2    | 6    | 20 : (0)  | 41 : (2)  | 34 : (½)  | 42 : (2)  | 47 : (2½) | 43 : (3)  | 38 : (1)  | 39 : (1)  | 48 : (3½) | 24 : (0)  | 46 : (3½) | 29 : (0)  | 45 : (2½) |
| 45    | Папуа Нова Гвінея                | 18   | 6  | 3    | 0    | 10   | 10 : (½)  | 23 : (½)  | 37 : (1)  | 47 : (3)  | 39 : (1)  | 48 : (3)  | 40 : (½)  | 34 : (½)  | 46 : (3)  | 43 : (½)  | 42 : (1½) | 41 : (1½) | 44 : (1½) |
| 46    | Американські Віргінські Острови  | 15½  | 6  | 3    | 0    | 10   | 9 : (0)   | 40 : (2½) | 32 : (½)  | 41 : (1½) | 43 : (1½) | 47 : (2½) | 29 : (0)  | 48 : (2½) | 45 : (1)  | 42 : (1)  | 44 : (½)  | 39 : (1)  | 36 : (1)  |
| 47    | Британські Віргінські Острови    | 13½  | 1  | 0    | 1    | 12   | 19 : (½)  | 35 : (0)  | 48 : (2)  | 45 : (1)  | 44 : (1½) | 46 : (1½) | 43 : (1)  | 42 : (1)  | 41 : (1)  | 39 : (½)  | 27 : (1)  | 38 : (1½) | 40 : (1)  |
| 48    | Нідерландські Антильські острови | 7½   | 1  | 0    | 1    | 12   | 7 : (0)   | 43 : (½)  | 47 : (2)  | 27 : (0)  | 40 : (½)  | 45 : (1)  | 42 : (½)  | 46 : (1½) | 44 : (½)  | 29 : (0)  | 38 : (½)  | 34 : (½)  | 30 : (0)  |

## Індивідуальні результати призерів
1. США: Р. Бірн (+5—1=4), Кавалек (+3—2=3), Ііванс (+5—0=4), Тарджан (+3—2=2), Ломбарді (+6—1=2), Коммонс (+6—0=3).
2. Голландія: Тімман (+6—0=5), Сосонко (+4—0=4), Доннер (+4—1=4), Реє (+3—2=2), Лігтерійк (+5—1=3), Куйперс (+4—1=2).
3. Англія: Майлс (+6—0=6), Кін (+4—0=6), Хартстон (+5—1=3), Стін (+3—0=5), Местел (+2— −2=2), Нанн (+4—2=1).

Кращі результати по дошкам показали:
Тімман (Голандія) – 8,5 з 11            77,3%
Сосонко (Голандія) – 6 з 8              75%
Карріон (Домин Респ.) – 9 з 11       81%
Стін (Англия) – 5,5 з 8                     68.5%
де Грейф (Чилі) – 5,5 з 7                 78,6%
Коммонс (США) – 6.5 з 9                72,2%
На ХХІІ Олімпіаді було зіграно 1248 партій.